# Scriptores historiae Augustae
Scriptores historiae Augustae (röviden Historia Augusta), azaz „Fenséges történetek” néven nevezik azt az ókori császáréletrajz-gyűjteményt, mely Hadrianus császártól Numerianus császárig 30 császár életrajzát tartalmazza.

## Leírása
A gyűjteményből hiányoznak a 244-től 253-ig terjedő időszak császárai. Maga az életrajz-gyűjtemény hat történetírót nevez meg szerzőként. E hat életrajzíró Aelius Spartianus, Vulcanius Gallicanus és Trebellius Pollio, akik Diocletianus alatt, továbbá Flavius Vopiscus Syracusius, Aelius Lampridius és Iulius Capitolinus akik Nagy Konstantin alatt éltek a fennmaradt szövegek tanúsága szerint. A kutatás mai állása szerint viszont ezek a személyek nem léteztek, az egész gyűjteményt egy, valószínűleg Iulianus császár alatt élt szerző állította össze. E szerzők Suetonius követőjének állítják be magukat. 
A műből a pogány császárok apologetikáját olvashatjuk ki – ezzel valószínűleg a szerző saját korának keresztényekkel szemben tanúsított politikáját kritizálja, a múlt eseményeibe csomagolva a kritikát (retrospectio). Az életrajzgyűjtemény szerzője számos forrást használt fel: említésre kerül Marius Maximus életrajza Macrinusról és Heliogabalusról; Hérodianosz műve, Dexipposz írásai, Sextus Aurelius Victor, Eutropius és Ammianus Marcellinus is. Egyes császárok önéletrajza is feldolgozásra került. Noha a szerző Suetonius követőjének tartja magát, mégse követi következetesen annak kategóriáit. Emiatt, valamint a tendenciózusan előadott csodajelek és novellisztikus elemek miatt valószínű a pogány jó császárok apologetikája.

## Magyarul
- Historia augusta: Császárok története. A bevezető tanulmányt írta Havas László. Sajtó alá rend. Burai Erzsébet et al. A jegyzeteket készítette Takács Levente. Debrecen: Multiplex Media. 2003.   49. o. ISBN 963-210-298-3
- Historia Augusta. Válogatás: Felséges történet. Fordította Terényi István. Válogatta Ferenczy Endre. A bevezetést írta Hahn István. A jegyzeteket összeállította Kulcsár Zsuzsanna. Budapest: Gondolat. 1968.   310. o.